# Landtagswahl in Schleswig-Holstein 1950
- SPD: 19
- SSW: 4
- CDU: 16
- FDP: 8
- BHE: 15
- DP: 7

Die Landtagswahl in Schleswig-Holstein 1950 war die zweite freie Wahl zum Landtag Schleswig-Holstein und fand am 9. Juli 1950 statt. Die SPD Schleswig-Holstein verlor die bisherige absolute Mehrheit und musste einer CDU-geführten Regierung Platz machen.

## Vorgeschichte
Bei der Landtagswahl in Schleswig-Holstein 1947 hatte die SPD dank des Wahlrechtes, das starke Eigenschaften des Mehrheitswahlrechtes aufwies, mit 43,8 % der Stimmen eine absolute Mehrheit im Landtag erhalten. Schleswig-Holstein war damit das einzige Bundesland mit SPD-Alleinregierung.
Ministerpräsident wurde Hermann Lüdemann. Bei der Wahl zum ersten Bundestag am 14. August 1949 erreichte die SPD in Schleswig-Holstein mit 29,6 % der Stimmen nur noch Platz 2 hinter der CDU, die in Schleswig-Holstein 30,7 % erreichte. Die SPD reagierte auf diese Wahlniederlage durch den Wechsel von Hermann Lüdemann zu Bruno Diekmann im Amt des Ministerpräsidenten. Vom 29. August 1949 bis zum 5. September 1950 regierte das Kabinett Diekmann.

## Wahlkampf und Wahlrecht

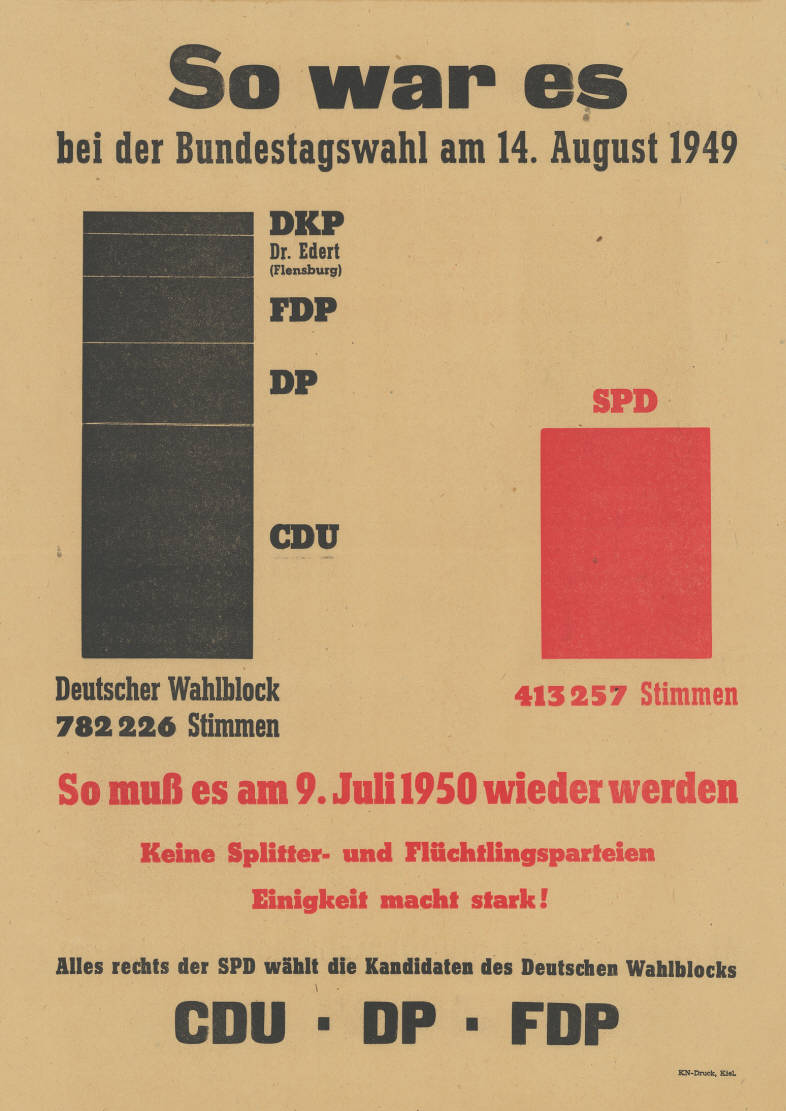
Plakat des Wahlblocks

Der Wahlkampf wurde durch die Vertriebenenfrage geprägt. Schleswig-Holstein hatte den höchsten Anteil von Vertriebenen aufgenommen, die nun 35 % der Bevölkerung stellten. Erstmals trat mit dem BHE eine Vertriebenenpartei an. Dies ging klar zu Lasten der SPD, die unter den Vertriebenen bei der vergangenen Wahl überdurchschnittlich gut abgeschnitten hatte.
Hauptwahlkampfthema war die Wirtschaftspolitik. Hier stand die Versorgungslage der Bevölkerung und vor allem der Wohnungsmangel, der fünf Jahre nach Kriegsende noch in gravierendem Umfang bestand, im Mittelpunkt. Die SPD hatte sich in der vergangenen Wahlperiode für Verstaatlichungen eingesetzt (das „Gesetz zur Überführung der Grundindustrie in Gemeineigentum“ war nur durch Veto der Besatzungsmacht nicht in Kraft getreten) und eine Bodenreform beschlossen. Diese Politik wurde von der Opposition genauso kritisiert wie die Einführung einer sechsjährigen Grundschule. Die SPD hatte 1949 einen Eklat verursacht, als sie diese hoch umstrittenen Themen in der Verfassung des Landes Schleswig-Holstein verankerte. In der Folge nahm die CDU nicht mehr an der Verfassungsberatung teil. Einigkeit der Parteien bestand in der Ablehnung der Demontagen durch die Besatzungsmacht, die unter anderem bei den Protesten bezüglich der Sprengung der Torpedoversuchsanstalt Surendorf deutlich wurde.
Die Neufassung des Wahlrechtes führte zum nächsten Eklat. Bei den Kommunalwahlen am 24. Oktober 1948 und der Bundestagswahl 1949 war die CDU jeweils sogar stärker geworden als die SPD. Damit drohte das Wahlrecht, das der SPD bei der vorangegangenen Wahl eine absolute Mehrheit im Parlament mit nur 43,8 % der Wählerstimmen beschert hatte, nun gegen sie zu wirken. Fünf Monate vor der Wahl wurde daher das Wahlrecht geändert. Die Zahl der Wahlkreisabgeordneten wurde von 42 auf 46 erhöht, nur noch 23 sollten über Listen gewählt werden. Die Verteilung der Listensitze regelte das Landeswahlgesetz in § 3 wörtlich so:

„(1) An dem Verhältnisausgleich nehmen alle Parteien teil, für die in allen Wahlkreisen Wahlvorschläge sowie eine Landesliste aufgestellt und zugelassen worden sind, sofern für sie in mindestens einem Wahlkreis ein Abgeordneter gewählt worden ist oder sie insgesamt 5 v. H. der im Lande abgegebenen gültigen Stimmen erzielt haben. Bei Parteien nationaler Minderheiten ist die Zulassung von Wahlvorschlägen in allen Wahlkreisen nicht Voraussetzung für die Teilnahme am Verhältnisausgleich.
(2) Auf der Landesliste werden die Stimmen berücksichtigt, die in den Wahlkreisen
1. der erfolgreiche Bewerber mehr als der erfolglose Bewerber mit der höchsten Stimmenzahl (Stimmenüberschuß),
2. die erfolglosen Bewerber (Reststimmen)
erzielt haben. Findet in einem Wahlkreis keine Wahl statt, so werden aus diesem Wahlkreis keine Stimmen auf die Landesliste übertragen.
(3) Die Sitze werden auf die Parteien nach der Reihenfolge der Höchstzahlen verteilt, die sich durch Teilung der gemäß Abs. 2 für die einzelnen Parteien berechneten Stimmen durch 1, 2, 3, 4 usw. ergeben. Über die Zuteilung des letzten Sitzes entscheidet bei gleicher Höchstzahl das vom Landeswahlleiter zu ziehende Los.“

Es wurden also für jede Partei die Stimmen ihrer im Wahlkreis erfolglosen Bewerber und der Stimmenvorsprung ihrer Wahlkreissieger vor dem Zweitplatzierten addiert und die Sitze gemäß den so errechneten Stimmenzahl nach dem d’Hondtschen Höchstzahlverfahren proportional auf die Landeslisten der Parteien verteilt.
Gegenüber 1947 wurde das Verfahren in zwei Punkten verändert: Die bisherige Sperrklausel von einem Direktmandat wurde durch die Hürde ersetzt, dass eine Partei entweder 5 % oder ein Direktmandat erhalten musste. Dies war günstig für kleine Parteien. Allerdings wurde als neue Bestimmung eingeführt, dass nur Parteien am Verhältnisausgleich teilnahmen, die in allen Wahlkreisen einen Bewerber aufgestellt hatten (von dieser Bedingung war der SSW befreit, nicht aber von der Sperrklausel). Diese Bestimmung wurde eingeführt, um ein Wahlbündnis bürgerlicher Parteien gegen die SPD zu verhindern. Wenn diese Parteien Wahlkreisabsprachen trafen und deswegen nicht überall kandidierten, konnten sie keine Listensitze bekommen. Gemeinsame Kandidaten mehrerer Parteien waren nicht möglich. Willi Koch (CDU) kritisierte die Regelungen als verfassungswidrig, Carl-Christian Arfsten (CDU) sprach von einem „schwarzen Tag der Demokratie“.
Die im „Deutschen Wahlblock“ verbündeten Parteien CDU, FDP und DP trafen trotz der für sie nachteiligen Änderungen Wahlkreisabsprachen. In jedem Wahlkreis kandidierte nur eine dieser Parteien, um so die Siegchancen in den Wahlkreisen zu erhöhen. Man nahm in Kauf, keine Listensitze zu bekommen.

## Wahlergebnis
- Wahlberechtigte: 1715604
- Wähler: 1341780 (Wahlbeteiligung: 78,21 %)
- gültige Stimmen: 1311042

| Partei | Stimmen | Anteil in % | Direkt- man- date | Sitze |
| --- | ------- | ----------- | ----------------- | ----- |
| SPD | 360233  | 27,48       | 8                 | 19    |
| BHE | 306660  | 23,39       | 5                 | 15    |
| CDU[1] | 258961  | 19,75       | 16                | 16    |
| DP[1] | 125697  | 9,59        | 7                 | 7     |
| FDP[1] | 92466   | 7,05        | 8                 | 8     |
| SSW | 71864   | 5,48        | 2                 | 4     |
| DRP | 37115   | 2,83        |                   |       |
| KPD | 28319   | 2,16        |                   |       |
| SRP | 21049   | 1,61        |                   |       |
| Einzelbewerber | 8678    | 0,66        |                   |       |
| Total | 1311042 |             | 46                | 69    |
| [1]CDU, FDP und DP waren verbündet im „Deutschen Wahlblock“. In jedem Wahlkreis kandidierte nur eine dieser Parteien. |         |             |                   |       |

Die 27,5 % der SPD waren bis 2016, als die SPD in Berlin 21,9 % erzielte, das schlechteste Ergebnis, das einer Partei bei einer überregionalen Wahl in der Geschichte der Bundesrepublik Deutschland ausreichte, um stärkste Kraft zu werden.
Die gewählten Mitglieder des Landtags sind der Liste der Mitglieder des Landtages Schleswig-Holstein (2. Wahlperiode) zu entnehmen.
Trotz der schweren Niederlage trat der bisherige SPD-Ministerpräsident Diekmann nicht zurück. Da die Amtszeit des Ministerpräsidenten in Schleswig-Holstein bis 1990 zeitlich nicht beschränkt war, konnte der Ministerpräsident nur mit einem konstruktiven Misstrauensvotum gegen seinen Willen aus dem Amt entfernt werden. Über die dafür notwendige absolute Mehrheit verfügten CDU, FDP und DP aber nicht. So scheiterte in der konstituierenden Sitzung des neuen Landtags am 7. August der Versuch, Paul Pagel (CDU) zum Ministerpräsidenten zu wählen. Der BHE lehnte Pagel ab, war aber zu einer Koalition mit dem Deutschen Wahlblock unter Führung eines anderen Ministerpräsidenten bereit. CDU, FDP, DP und BHE einigten sich auf Walter Bartram (CDU), der am 5. September 1950 durch ein zweites konstruktives Misstrauensvotum mit 44 gegen 19 Stimmen bei 4 Enthaltungen des SSW zum Ministerpräsidenten gewählt wurde (siehe Kabinett Bartram). Für die SPD begann eine Zeit in der Opposition, die 38 Jahre dauern sollte. Die neue Landtagsmehrheit beendete die Bodenreform und kehrte zur vierjährigen Grundschule zurück.